# Приз Андрея Кузнецова
Приз Андрея Кузнецова — приз, который присуждался газетой «Спорт-Экспресс» лучшему волейболисту чемпионата России. Приз посвящён памяти капитана и лидера сборных СССР и России Андрея Кузнецова, трагически погибшего в 1994 году.

## Правила и история
По итогам каждого матча журналисты «СЭ» определяли тройку лучших игроков, которым начислялись 3, 2 и 1 очко в регулярном чемпионате и 6, 4, 2 очка в матчах плей-офф. По итогам сезона игрок, набравший наибольшую сумму, удостаивался приза. Четырежды приз присуждался Сергею Тетюхину, дважды — Игорю Шулепову и Александру Герасимову.

## Лауреаты приза Андрея Кузнецова
| Сезон   | Игрок               | Клуб                           |
| ------- | ------------------- | ------------------------------ |
| 1995/96 | Игорь Шулепов       | УЭМ-Изумруд (Екатеринбург)     |
| 1996/97 | Игорь Шулепов       | УЭМ-Изумруд (Екатеринбург)     |
| 1997/98 | Алексей Казаков     | Искра-РВСН (Одинцово)          |
| 1998/99 | Сергей Тетюхин      | Белогорье-Динамо (Белгород)    |
| 1999/00 | Александр Герасимов | УЭМ-Изумруд (Екатеринбург)     |
| 2000/01 | Александр Герасимов | УЭМ-Изумруд (Екатеринбург)     |
| 2001/02 | Михаил Бекетов      | Искра (Одинцово)               |
| 2002/03 | Сергей Тетюхин      | Локомотив-Белогорье (Белгород) |
| 2003/04 | Алексей Кулешов     | Локомотив-Белогорье (Белгород) |
| 2004/05 | Дмитрий Фомин       | Динамо-ТТГ (Казань)            |
| 2005/06 | Сергей Тетюхин      | Локомотив-Белогорье (Белгород) |
| 2006/07 | Матей Казийски      | Динамо (Москва)                |
| 2007/08 | Сергей Тетюхин      | Динамо-ТТГ (Казань)            |
| 2008/09 | Ллой Болл           | Зенит (Казань)                 |
| 2009/10 | Тарас Хтей          | Локомотив-Белогорье (Белгород) |
| 2010/11 | Семён Полтавский    | Ярославич (Ярославль)          |
| 2011/12 | Максим Михайлов     | Зенит (Казань)                 |
| 2012/13 | Дмитрий Мусэрский   | Белогорье (Белгород)           |
| 2013/14 | Николай Павлов      | Губерния (Нижний Новгород)     |
| 2014/15 | Вильфредо Леон      | Зенит (Казань)                 |